# Poncho

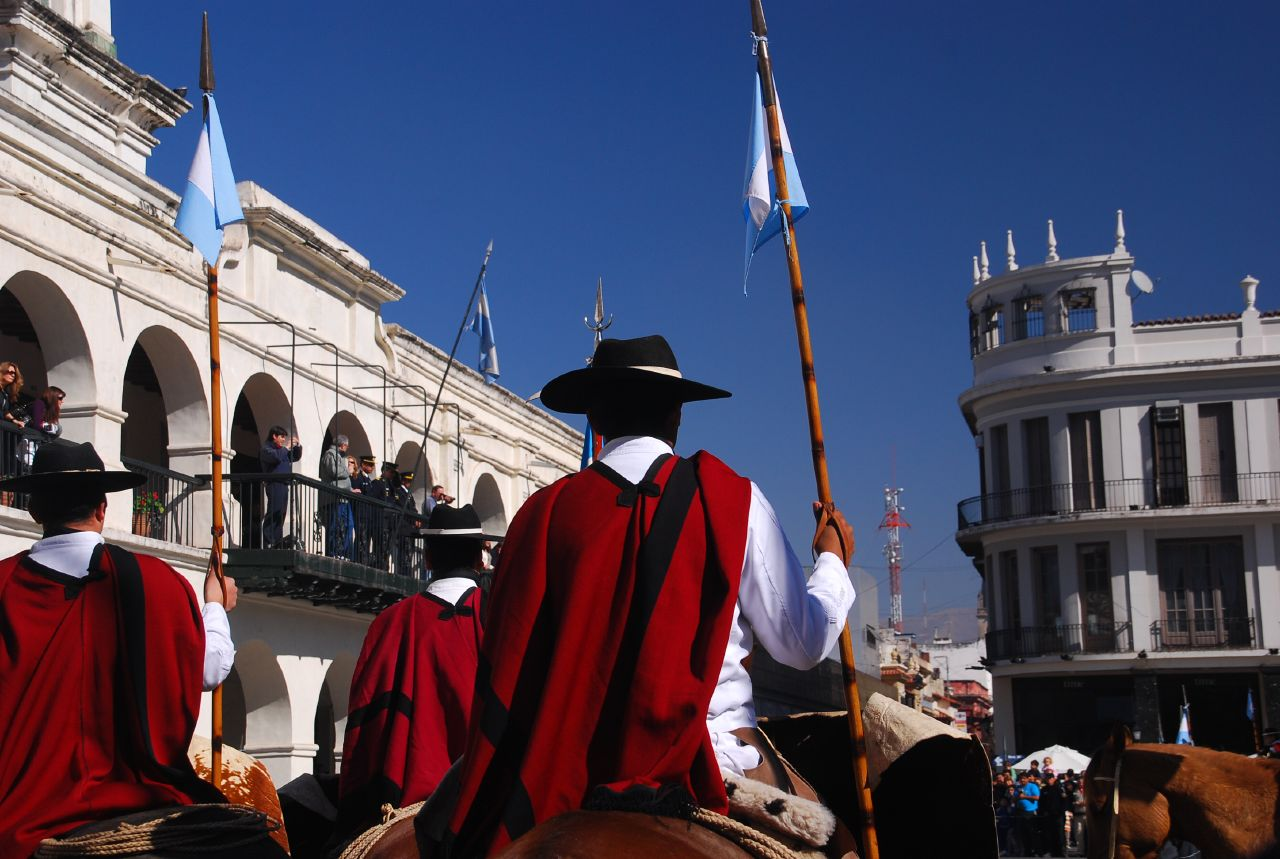
Poncho.

O poncho (do quíchua: punchu) , é uma vestimenta tradicional da América do Sul. O gaúcho do meio rural usa-o para proteção do frio e do vento, por sobre a vestimenta usual, sendo feito em teares com lã de ovelha. Nas cidades ainda se pode vê-lo em dias frios como sobretudo. Ainda serve como cobertor improvisado. Na América andina é feito de lã de lhama, alpaca ou vicunha. Comercialmente, por vezes são feitos com fibras sintéticas.
Consiste basicamente em um tecido de aproximadamente 3,5 x 2,5 metros com uma abertura no centro, para ser passada pela cabeça e apoiado nos ombros. É imprescindível que seja quente, ou tenha pouca permeabilidade à água, conforme o uso a que se destina. 
No Brasil, seu uso data de pelo menos o período colonial, pois testamentos seiscentistas de sertanistas paulistas já documentam a existência do poncho, trazido das possessões castelhanas provavelmente durante o período da União Ibérica. Foi vestimenta usada por diversos grupos, como bandeirantes, tropeiros e gaúchos. Seu uso era bastante comum nas províncias meridionais do Brasil até o final do século XIX, incluindo São Paulo , Paraná, Santa Catarina, Rio Grande do Sul e partes de Minas Gerais, Mato Grosso e Goiás, todas essas regiões, tradicionalmente responsáveis pelo fornecimento de condutores de mulas (tropeiros). 

## Outras acepções

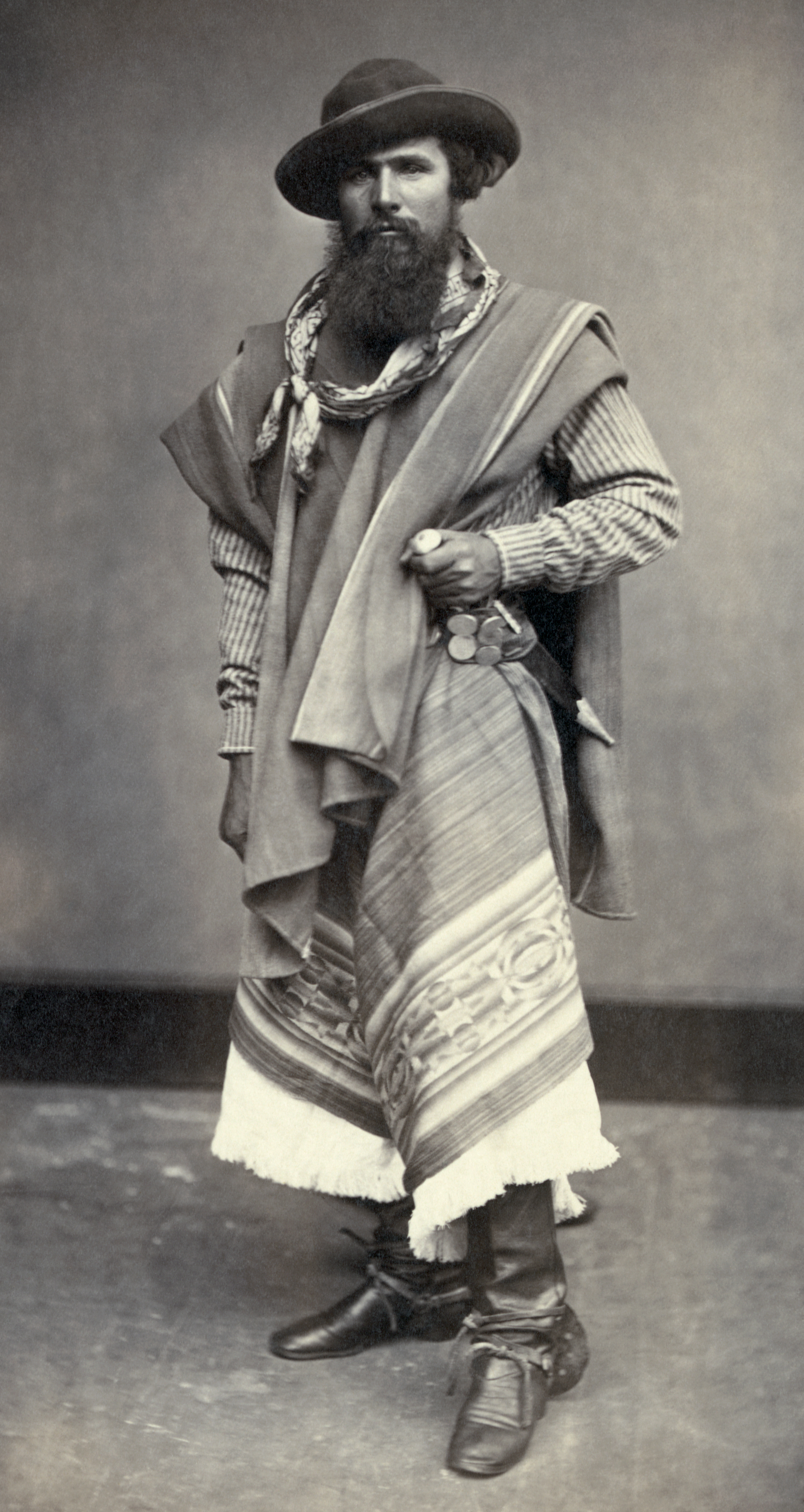
Um gaúcho vestindo um poncho. No sul do Brasil essa vestimenta é conhecida como pala.

### Poncho
Em tecido pesado e espesso, usado em dias de frio intenso. É também um excelente abrigo para o vento e a chuva (quando impermeabilizado). Possui abertura frontal e outras duas pequenas aberturas laterais, para os braços e as mãos.

### Pelerine
Agasalho de uso militar semelhante ao poncho, geralmente forrado internamente com seda coloridal.
Essa peça possui abertura frontal, mas não tem as aberturas laterais do poncho, e a abertura geralmente é ornamentada com alamares. Ela é confeccionada com tecido caros e usada com fardamentos de gala. Em alguns regulamentos brasileiros de uniformes essa peça é também definida como capa ideal.

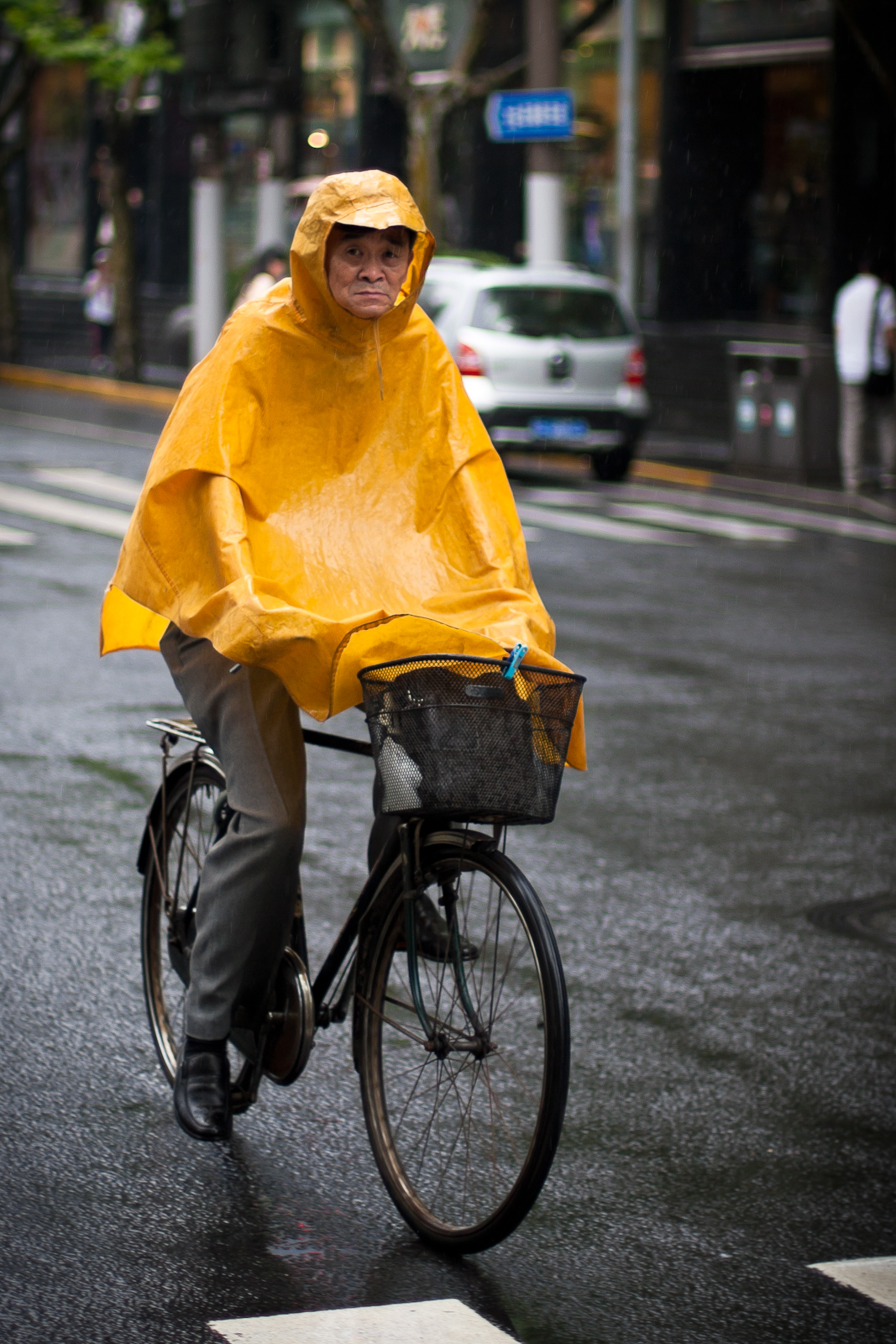
Capa poncho de ciclismo.

### Pala
Basicamente com o mesmo formato, mas sem a abertura frontal e em tecido mais leve, na maioria das vezes em lã ou seda. Proporciona abrigo na meia estação (período intermediário, antes e depois do inverno) e é também bastante usado em festividades tradicionalistas.

### Capa poncho
A capa tipo poncho é uma capa de chuva. Nas forças armadas brasileiras a capa poncho é uma peça em material sintético, impermeável, para abrigar o militar da chuva. Ela tem formato retângular, com uma abertura central para a passagem da cabeça, e pode ser unida a outras capas para formar uma barraca improvisada.
No ciclismo também existe um abrigo assemelhado.